# Données de comptage
En statistiques, les données de comptage sont un type de données statistiques qui prennent des valeurs entières non négatives et dont les valeurs proviennent d'un processus de comptage (plutôt que d'un processus de classement). 
Les données de comptage sont souvent modélisées par une loi de Poisson ou par une loi de Pascal.